# Unidad astronómica

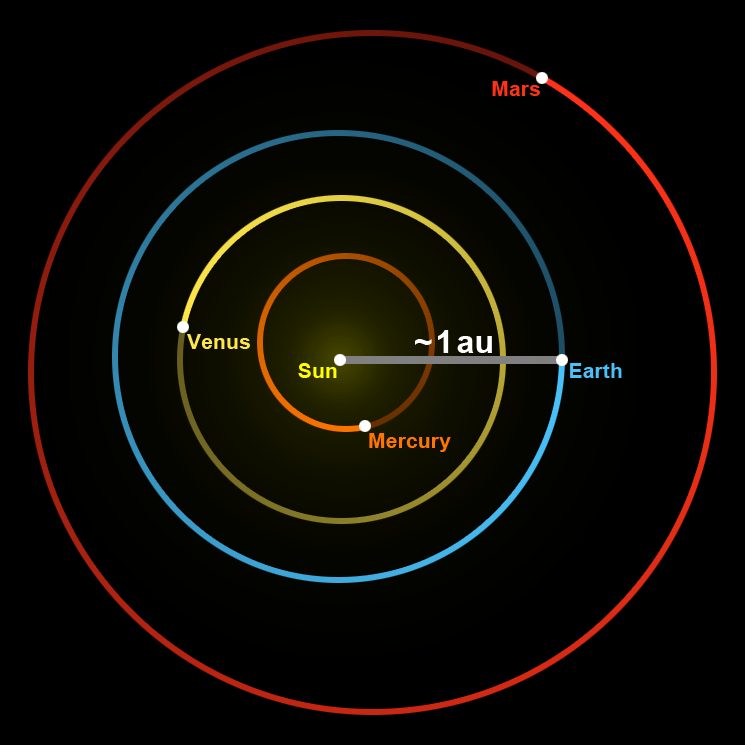
La línea gris indica la distancia entre la Tierra y el Sol que es, en promedio, una unidad astronómica (AU por sus siglas en inglés).

La unidad astronómica (abreviada au, ua, AU o UA) es una unidad de longitud igual, por definición, a 149 597 870 700 m,(149.597 millones de km) que equivale aproximadamente a la distancia media entre la Tierra y el Sol. Esta definición está en vigor desde la asamblea general de la Unión Astronómica Internacional (UAI) del 31 de agosto de 2012, en la cual se dejó sin efecto la definición «gaussiana» usada desde 1976, que era «el radio de una órbita circular newtoniana y libre de perturbaciones alrededor del Sol descrita por una partícula de masa infinitesimal que se desplaza en promedio a 0.01720209895 radianes por día».
El símbolo ua (del francés «unité astronomique») es el recomendado por la Oficina Internacional de Pesas y Medidas y por la norma internacional ISO 80000, mientras que au (del inglés «astronomical unit») es el único considerado como válido por la UAI, y es el actualmente recomendado a nivel internacional por el Sistema Internacional de Unidades, además de ser el más común en los países angloparlantes. También es frecuente ver el símbolo escrito en mayúsculas como UA o AU. 
El nombre proviene de los siglos XVI y XVII, cuando todavía no se calculaban con precisión las distancias absolutas entre los cuerpos del sistema solar, y solo se conocían las distancias relativas tomando como patrón la distancia media entre la Tierra y el Sol, que fue denominada unidad astronómica. Se llegó a afirmar que el día en que se midiera este valor, «se conocería el tamaño del universo».

## Historia
Un antecedente directo de la unidad astronómica se puede encontrar directamente en las demostraciones de Nicolás Copérnico (también conocido) para su sistema heliocéntrico en el siglo XVI. En el tomo V de su libro De revolutionibus orbium coelestium (1543) calculó, utilizando trigonometría, las distancias relativas entre los planetas conocidos entonces y el Sol, teniendo como base la distancia entre la Tierra y el Sol. Midiendo los ángulos entre la Tierra, el planeta y el Sol en los momentos en que estos forman un ángulo recto, es posible obtener la distancia Sol-planeta en unidades astronómicas. Esta fue una de sus demostraciones para probar que los planetas, incluida la Tierra, giraban alrededor del Sol (heliocentrismo), descartando el modelo de Claudio Ptolomeo que postulaba que la Tierra era el centro alrededor del cual giraban los planetas y el Sol (geocentrismo). Estableció así la primera escala relativa del sistema solar utilizando como patrón la distancia entre la Tierra y el Sol.
| Planeta  | Copérnico | Actuales |
| -------- | --------- | -------- |
| Mercurio | 0.386     | 0.388    |
| Venus    | 0.719     | 0.722    |
| Marte    | 1.520     | 1.526    |
| Júpiter  | 5.219     | 5.202    |
| Saturno  | 9.174     | 9.537    |

Posteriormente Johannes Kepler, basándose en las cuidadosas observaciones de Tycho Brahe, estableció las leyes del movimiento planetario, las cuales se conocen justamente como «leyes de Kepler». La tercera de estas leyes relaciona la distancia de cada planeta al Sol con el tiempo que tarda en recorrer su órbita (es decir el período orbital) y, como consecuencia, establece una escala relativa mejorada para el sistema solar: por ejemplo, basta con medir cuántos años tarda Saturno en orbitar el Sol para saber cuál es la distancia de Saturno al Sol en unidades astronómicas. Kepler estimó con muy buena precisión los tamaños de las órbitas planetarias; por ejemplo, fijó la distancia entre Mercurio y el Sol en 0.387 unidades astronómicas (el valor correcto es 0.389), y la distancia de Saturno al Sol en 9.51 unidades astronómicas (el valor correcto siendo 9.539). Sin embargo, ni Kepler ni ninguno de sus contemporáneos sabían cuánto valía esta unidad astronómica, y por tanto ignoraban completamente la escala real del sistema planetario conocido, que en aquel entonces se extendía hasta Saturno.
Partiendo de las leyes de Kepler, bastaba medir la distancia de un planeta cualquiera al Sol, o a la Tierra, para conocer la unidad astronómica. En 1659 Christian Huygens midió el ángulo que subtiende Marte en el cielo y, atribuyendo un valor al diámetro de este planeta, estimó que la unidad astronómica debía ser 160 millones de kilómetros, es decir, siete veces mayor que lo estimado por Kepler, pero de hecho menos del 10 % por encima del valor real. Sin embargo esta medición no era aceptada, ya que, como el mismo Huygens reconoció, todo dependía del valor que uno atribuyera al tamaño de Marte. Curiosamente, Huygens adivinó con notable exactitud el tamaño de Marte.
Se conocía otro método más fiable, pero que requería mediciones muy difíciles de realizar: el método de la paralaje. Si dos personas situadas en puntos alejados de la Tierra, digamos en París (Francia) y en Cayena (Guayana Francesa), observan simultáneamente la posición de un planeta en el cielo en relación con las estrellas de fondo, sus mediciones dan una pequeña diferencia que corresponde al ángulo que subtendería la línea París-Cayena vista desde el planeta. Conociendo este ángulo, y la distancia París-Cayena, se puede deducir el valor de la unidad astronómica. En la práctica existían tres dificultades: primero, no se conocían bien las distancias sobre la Tierra; segundo, la medición del tiempo no era lo suficientemente precisa como para permitir mediciones simultáneas entre puntos muy alejados; y tercero, la medición de la posición aparente del planeta en el cielo debía ser muy precisa. Pasó más de medio siglo antes de que fuera posible medir la paralaje de un planeta: en 1672 Jean Richer viajó a Cayena para medir la posición de Marte en el cielo en el mismo instante en que sus colegas en París hacían lo mismo. Richer y sus colegas estimaron el valor en 140 millones de kilómetros.
Con el tiempo se desarrollaron métodos más precisos y fiables para estimar la unidad astronómica; en particular, el propuesto por el matemático escocés James Gregory y por el astrónomo británico Edmund Halley (el mismo del cometa), se basa en mediciones del tránsito de Venus o Mercurio sobre el disco solar y fue empleado hasta principios del siglo XX. Las mediciones contemporáneas se hacen con técnicas láser o de radar y dan el valor 149 597 870 km, con un error aparente de uno o dos kilómetros.

## Diferencia entre la unidad astronómica y la órbita real de la Tierra
Newton reformuló la tercera ley de Kepler. Un planeta de masa m, orbitando el sol de masa M, en una elipse con semi-eje mayor a y con un período sideral T, verifica la ecuación
{\displaystyle k^{2}(m+M)T^{2}=4{\pi }^{2}a^{3}\,\!}
El matemático alemán Carl Friedrich Gauss (1777-1855) usó para sus cálculos de la dinámica del sistema solar como unidad de masa la masa solar, como unidad de tiempo el día solar medio y como unidad de distancia el semieje mayor de la órbita de la Tierra. Utilizando estas unidades, la ecuación anterior se escribe como
{\displaystyle k^{2}(1+M)T^{2}=4{\pi }^{2}a^{3},\,\!}
Donde k se conoce como la constante gravitacional gaussiana. Gauss utilizó los valores estimados en su época
{\displaystyle T=365.2563835{\mbox{ días}}\,\!}
{\displaystyle M=365710{\mbox{ masas terrestres}}\,\!}
Gauss reconoció que el problema con esta definición era que cuando se determinaran con mejor precisión el año sidéreo y la masa del Sol, el valor de k cambiaría. En 1938, la Unión Astronómica Internacional (UAI) adoptó el valor de la constante gravitacional gaussiana (y la unidad astronómica de ella derivada) como una definición en astronomía. Sin embargo, con la precisión de las medidas actuales, se sabe que el año sidéreo es 56 segundos más corto que el valor conocido en tiempos de Gauss, y que el semieje mayor de la órbita real de la Tierra es unos 17 km más pequeño que la unidad astronómica.
En la asamblea general de la Unión Astronómica Internacional de agosto de 2012 en Pekín se resolvió dejar sin efecto la definición gaussiana y darle a la unidad astronómica el valor actual de 149 597 870 700 metros.

## Ejemplos
- La Voyager 1 es actualmente el objeto hecho por el hombre más alejado de la Tierra. Situándose a aproximadamente 160 ua de esta hacia agosto de 2023, se calcula que se aleja a una velocidad de 3.592 ua por año.

Algunos factores de conversión:
- 1 ua = 149 597 870 700 metros = 149 597 870.7 kilómetros.
- 1 ua = 499.0047838362 segundos luz ≈ 8.317 minutos luz.

La siguiente tabla muestra algunas distancias tomadas en unidades astronómicas. Incluye algunos ejemplos con distancias aproximadas porque son demasiado pequeños o están demasiado alejados. Las distancias van cambiando con el tiempo. También se puede ordenar según aumente la distancia.
| Objeto | Distancia en unidades astronómicas (UA) | Alcance  | Comentario y punto de referencia | Referencia |
| --- | --------------------------------------- | -------- | --- | ---------- |
| Tierra (su circunferencia) | 0.0003                                  | –        | Circunferencia de la Tierra en el ecuador (alrededor de 40 075 075 metros (40 000 km)). | –          |
| Segundo luz | 0.002                                   | –        | Distancia que recorre la luz en un segundo. | –          |
| Luna (distancia a la Luna) | 0.0026                                  | –        | Distancia media desde la Tierra (tomadas desde las misiones Apolo en su tercer día de viaje). | –          |
| Radio solar | 0.005                                   | –        | Radio del Sol (695 500 kilómetros, 432 450 millas, ~ 110 veces el radio de la Tierra o 10 veces el radio medio de Júpiter). | –          |
| Puntos de Lagrange | 0.01                                    | –        | El punto de Lagrange L2 está aproximadamente a 1 500 000 kilómetros (930 000 millas) de la Tierra. Misiones espaciales no tripuladas, como el telescopio espacial James Webb, Planck y Gaia toman como referencia esta ubicación.     | [ 3 ]      |
| Minuto luz | 0.12                                    | –        | Distancia que recorre la luz en un minuto. | –          |
| Mercurio | 0.39                                    | –        | Distancia media desde el Sol. | –          |
| Venus | 0.72                                    | –        | Distancia media desde el Sol. | –          |
| Tierra | 1.00                                    | –        | Distancia media de la órbita de la Tierra desde el Sol (la luz solar viaja durante 8 minutos y 19 segundos antes de llegar a la Tierra).                                                                                              | –          |
| Marte | 1.52                                    | –        | Distancia media desde el Sol. | –          |
| Ceres | 2.77                                    | –        | Distancia media desde el Sol. El único planeta enano conocido en el cinturón de asteroides. | –          |
| Júpiter | 5.20                                    | –        | Distancia media desde el Sol. | –          |
| Betelgeuse | 5.5                                     | –        | Diámetro medio de la estrella (es una supergigante roja con cerca de 1000 radios solares). | –          |
| Hora luz | 7.2                                     | –        | Distancia que recorre la luz a lo largo de una hora. | –          |
| NML Cygni | 7.67                                    | –        | Radio de una de las mayores estrellas conocidas. | –          |
| Saturno | 9.58                                    | –        | Distancia media desde el Sol. | –          |
| Urano | 19.23                                   | –        | Distancia media desde el Sol. | –          |
| Neptuno | 30.1                                    | –        | Distancia media desde el Sol. | –          |
| Cinturón de Kuiper | 30                                      | –        | Principio desde la distancia media del Sol. | [ 4 ]      |
| New Horizons | 32.92                                   | –        | Distancia de la nave desde el Sol, tomada el 15 de julio de 2015. | [ 5 ]      |
| Plutón | 39.3                                    | –        | Distancia media desde el Sol (varía aproximadamente 9.6 UA debido a su excentricidad orbital). | –          |
| Disco disperso | 45                                      | –        | Aproximadamente comienza a esa distancia del Sol (solapándose con el cinturón de Kuiper). | –          |
| Cinturón de Kuiper | 50                                      | ± 3      | Final desde la distancia media del Sol. | –          |
| Eris | 67.8                                    | –        | Su semieje mayor. | –          |
| (90377) Sedna | 76                                      | –        | Distancia más cercana al Sol (perihelio). | –          |
| (90377) Sedna | 87                                      | –        | Distancia desde el Sol (desde 2012 es un objeto del disco disperso y tarda aproximadamente 11 400 años en orbitar el Sol). | [ 6 ]      |
| Frente de choque de terminación | 94                                      | –        | Distancia desde el Sol de la frontera entre los vientos solares / vientos interestelares / medio interestelar. | –          |
| Eris | 96.4                                    | –        | Distancia desde el Sol tomada en el año 2014 (Eris y sus lunas son actualmente el objeto más distante conocido del sistema solar, aparte de los cometas y las sondas espaciales y aproximadamente tres veces más alejado que Plutón). | [ 7 ]      |
| Heliopausa | 100                                     | –        | Región de la heliosfera más allá del choque de terminación, donde el viento solar se ralentiza, siendo más turbulento y se comprime debido al medio interestelar.                                                                     | –          |
| Voyager 1 | 151                                     | –        | En agosto de 2013, es la sonda espacial es el objeto más distanciado del Sol realizado por el hombre. Desplazándose a una velocidad aproximada de alrededor de 3.5 unidades astronómicas por año.                                     | [ 8 ]      |
| Día luz | 173                                     | –        | Distancia media que recorre la luz en un día. | –          |
| (90377) Sedna | 942                                     | –        | Distancia más alejada del Sol (afelio). | –          |
| Nube de Oort | 2000                                    | ± 1000   | Comienzo de la nube de Hills (parte interior de la nube de Oort y con forma de disco o rosquilla). | –          |
| Nube de Oort | 20 000                                  | –        | Final de la nube de Oort interior, comienzo de la nube de Oort exterior, que está sutilmente ligada al Sol y se cree que tiene una forma esférica.                                                                                    | –          |
| Año luz | 63 241                                  | –        | Distancia que recorre la luz en un año juliano (365.25 días). | –          |
| Nube de Oort | 75 000                                  | ± 25 000 | Distancia media del límite exterior de la nube de Oort desde el Sol (estimado, corresponde a 1.2 años luz). | –          |
| Pársec | 206 265                                 | –        | Un pársec (el pársec se define en términos de la unidad astronómica, se utiliza para medir distancias más allá del alcance del sistema solar y está a unos 3.26 años luz).                                                            | [ 9 ]      |
| Esfera de Hill | 230 000                                 | –        | Máximo alcance del campo gravitatorio del Sol, más allá pasa a convertirse en medio interestelar (~ 3.6 años luz). | [ 10 ]     |
| Próxima Centauri | 268 000                                 | ± 126    | Distancia a la estrella más cercana al sistema solar. | –          |
| Sirio | 544 000                                 | –        | Distancia a la estrella más brillante visible en el cielo nocturno desde la Tierra (~ 8.6 años luz). | –          |
| Betelgeuse | 40 663 000                              | –        | Distancia de Betelgeuse, en la constelación de Orión (~ 643 años luz). | –          |
| Centro Galáctico | 1 700 000                               | –        | Distancia desde el Sol hasta el centro de la Vía Láctea. | –          |
| Nota: Las cifras de esta tabla están redondeadas, basándose en estimaciones, a menudo cálculos aproximados y pueden diferir considerablemente de otras fuentes. Tabla también incluye otras unidades de longitud para la comparativa. |                                         |          | |            |